# South Western Railway (West-Australië)
De South Western Railway is de spoorweg tussen Perth en Bunbury die in 1893 geopend werd.

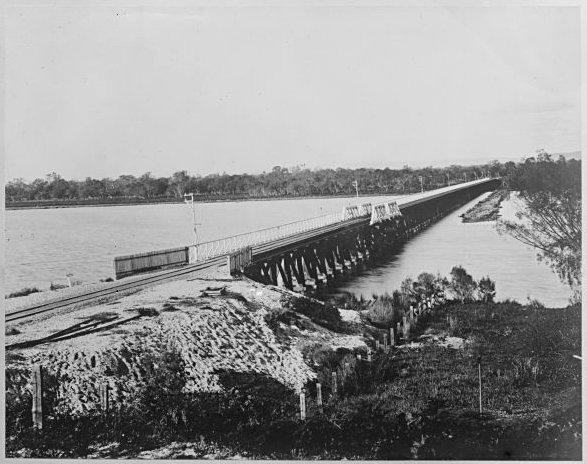
Bunburyspoorwegbrug 1930

## Geschiedenis
De South Western Railway werd vanaf 1891 door verscheidene private aannemers voor de Western Australian Government Railways aangelegd. Een van hen was ingenieur en magistraat William W. L. Owen.
De aanleg werd in twee fases uitgevoerd. Eind 1891 werd het eerste baanvak, van East Perth naar Pinjarra, aangelegd door William Atkins (voormalig manager van de houtzagerij Neil McNeil Co. op de Jarrahdale Timber Station) en Robert Oswald Law (die de Fremantle Long Jetty bouwde). Het werk werd aangevat begin 1892 maar vorderde traag door moeilijkheden met de bouw van de brug over de rivier Swan. Dit baanvak opende op 22 mei 1893.
De tweede fase van het project werd ook uitgevoerd door Atkins en McNeil. Er werd gestart in Bunbury en noordwaarts richting Pinjarra gewerkt. De lijn opende op 22 august 1893 en het stationsgebouw van Bunbury werd op 14 november 1894 geopend door Sir John Forrest.
De lijn liep vroeger 200 kilometer Bunbury voorbij, tot in Northcliffe, maar dit baanvak werd tegen 1986 gefaseerd buiten werking gesteld. Op bepaalde secties van de oude spoorlijn worden nog toeristische treinen gereden door de Pemberton Tramway Company.

## Bunbury Bridge
Met de bouw van de Bunbury Bridge werd in 1892 begonnen door Atkins en Law. Ze werd toen de Swan Bridge genoemd. Het was een houten enkelspoor  spoorwegbrug. De brug werd gebouwd over de Swanrivier in East Perth nabij Claise Brook. Ze maakte niet alleen deel uit van de South Western Railway maar ook van de Armadale Line.
De bouw van de brug liep vertraging op door problemen met het plaatsen van de jarrahsteunpalen in de zachte rivierbedding. Men was van plan ze 13 meter in de bedding te slaan maar ze zakten reeds zo diep door hun eigen gewicht. De palen dienden uiteindelijk 26 tot 29 meter diep geslagen te worden voordat een solide basis werd gevonden.
De brug werd op 8 september 1893 officieel geopend door gouverneur Robinson. Tussen 1930 en 1932 werd om veiligheidsredenen een tijdelijke vervangingsbrug gebouwd. Deze "tijdelijke" brug diende 63 jaar tot wanneer een nieuwe betonnen spoorwegbrug geopend werd in 1995. Begin 1996 werd de oude houten brug afgebroken. De nieuwe Goongoongup Bridge kreeg een dubbelspoor. Ze werd aangelegd als onderdeel van de elektrificatie van het stadsnet rond Perth.

## Dienstverlening
Sinds november 1947 spoort de Australind tussen Bunbury en Perth. Andere treinen die voorheen op de lijn reden waren de Bunbury Belle en The Shopper.